# Dmitrij Ogaj
Dmitrij Aleksiejewicz Ogaj ros. Дмитрий Алексеевич Огай, Dmitrij Aleksiejewicz Ogaj (ur. 14 maja 1960 w Dżambule, Kazachska SRR) – kazachski piłkarz pochodzenia koreańskiego, grający na pozycji obrońcy lub pomocnika, trener piłkarski.

## Kariera piłkarska

### Kariera klubowa
Wychowanek Szkoły Sportowej w Dżambule. W 1978 rozpoczął karierę piłkarską w miejscowej drużynie Chimik Dżambuł. W 1980 został zaproszony do stołecznego Kajratu Ałma-Ata, ale rozegrał tylko jeden mecz i odszedł w następnym roku do Paxtakoru Taszkent. W 1984 powrócił do Chimiku Dżambuł, skąd w 1986 ponownie trafił do Kajratu Ałma-Ata. Przez 2 sezony rozegrał ponad 60 meczów w składzie Kajratu, ale w 1989 ponownie wrócił do Chimiku. W 1990 przeszedł do Szachtiora Karaganda. W 1993 występował w Dostyk Ałmaty. W końcu 1993 wyjechał do Niemiec, gdzie bronił barw klubu Preußen Hameln, ale latem 1994 powrócił do Kazachstanu, gdzie następnie zasilił skład Aktiubińca Aktobe. W 1995 po raz kolejny wrócił do Kajratu Ałma-Ata. W 1996 przeniósł się do Munajszi Aktau, ale latem wrócił do rodzimego klubu który już nazywał się FK Taraz. W 1997 zakończył karierę piłkarza.

## Kariera trenerska
Po zakończeniu kariery piłkarza rozpoczął pracę szkoleniowca. W 1998 pomagał trenować CSKA-Kajrat Ałmaty. W 1999 został zaproszony do sztabu szkoleniowego klubu Access-Jesil Petropawł, gdzie najpierw pomagał trenować, a od 2000 do 2001 prowadził petropawłowski klub. W latach 2002–2004 stał na czele Irtyszu Pawłodar. W 2005 roku do maja konsultował FK Ałmaty, a następnie do końca 2009 kierował Tobołem Kustanaj. Od 11 września 2010 trenował rodzimy klub FK Taraz. 13 grudnia 2010 został mianowany na stanowisko głównego trenera Urału Jekaterynburg, którym kierował do 26 maja 2011 roku. 12 grudnia 2011 stał na czele Kajratu Ałmaty. 5 czerwca 2012 został zmieniony na hiszpańskiego szkoleniowca. 25 czerwca 2012 roku zaakceptował zaproszenie od Gurbana Berdiýewa prowadzenia farm-klubu kazańskiego Rubinu - Nieftiechimiku Niżniekamsk. Po zakończeniu sezonu 6 czerwca 2013 roku opuścił klub. W grudniu 2013 został mianowany na stanowisko głównego trenera beniaminka Kazachskiej Premier Ligi Kajsar Kyzyłorda, w którym pracował do 23 lipca 2015. 29 grudnia 2015 po 10 lat przerwy ponownie stał na czele Tobołu Kustanaj.

## Sukcesy i odznaczenia

### Sukcesy piłkarskie
Munajszi Aktau
- mistrz Kazachstanu: 1996

FK Taraz
- wicemistrz Kazachstanu: 1997

### Sukcesy trenerskie
Jesil-Bogatyr Petropawł
- wicemistrz Kazachstanu: 2000
- brązowy medalista Mistrzostw Kazachstanu: 2001
- finalista Pucharu Kazachstanu: 2000

Irtysz Pawłodar
- mistrz Kazachstanu: 2002, 2003
- wicemistrz Kazachstanu: 2004
- finalista Pucharu Kazachstanu: 2002

Toboł Kustanaj
- wicemistrz Kazachstanu: 2005, 2007, 2008
- brązowy medalista Mistrzostw Kazachstanu: 2006
- zdobywca Pucharu Kazachstanu: 2007
- zdobywca Pucharu Intertoto: 2007

### Odznaczenia
- tytuł Mistrza Sportu ZSRR: 1982
- najlepszy Trener Roku w Kazachstanie: 2002, 2003, 2005